# 바비 휘틀록
바비 휘틀록(Bobby Whitlock, 1948년 3월 18일 ~ 2025년 8월 10일)은 미국의 음악가, 싱어송라이터, 가수이다.